# 粕谷俊雄
粕谷 俊雄（かすや としお、1937年 - ）は、日本の海洋生物学者。元帝京科学大学教授。

## 人物
1937年生まれ。東京大学農学部水産学科卒業、財団法人日本捕鯨協会鯨類研究所所員、東京大学海洋研究所助手、水産庁遠洋水産研究所底魚海獣資源部鯨類資源研究室室長、三重大学生物資源学部教授のち、帝京科学大学教授となる。クジラ・イルカ・ジュゴンなどの水産哺乳類を研究対象としており、その生活史を研究し、保全管理の仕事に携わっている。
1972年東京大学農学博士取得。論文の題は「鼓室・耳周骨の形態にもとづく現生歯鯨類の系統分類学的考察 」。

## 著書
- R. H. Burne 粕谷俊雄訳 (1963). R. H. バーンによる鯨解剖の手引き. 鯨研叢書No.5. 鯨類研究所
- 宮崎信之、粕谷俊雄, ed (1990). 海の哺乳類 : その過去・現在・未来. サイエンティスト社. ISBN 4914903008
- 伊沢紘生; 粕谷俊雄 (1996). 川道武男. ed. 哺乳類. 日本動物大百科 第1-2巻. 平凡社. ISBN 9784582545517 ISBN 4582545521
- 高槻成紀、粕谷俊雄, ed (1998). 哺乳類の生物学. 東京大学出版会
- 粕谷俊雄 (2011). イルカ : 小型鯨類の保全生物学. 東京大学出版会. ISBN 9784130661607

## 論文
- 国立情報学研究所収録論文 国立情報学研究所

## 賞詞
- 日本哺乳類学会賞（第6回）：2013年[4]